# Kissin
Kissin (arab. كيسين) – miejscowość w Syrii, w muhafazie Hims. W 2004 roku liczyła 2189 mieszkańców.